# Stadion Olimpi
Stadion Olimpi – wielofunkcyjny stadion sportowy w Tbilisi, w Gruzji. Jest głównie wykorzystywany do gry w piłkę nożną. Swoje mecze rozgrywała na nim niegdyś drużyna FC Tbilisi. Pojemność stadionu wynosi 3 tys. widzów.